# Torre de Galapagar
La Torre de Galapagar es una estructura de planta cuadrada que actualmente se encuentra integrada en el cortijo homónimo, situada junto a la carretera de Jaén a Torrequebradilla, a unos 13 km de la primera, dentro del término municipal de Jaén, España. Este era el antiguo camino de Jaén a Baeza y Úbeda, muy utilizado duramente la Baja Edad Media.

## Descripción
Está construida en mampostería. Adosada a la torre aparecen los arranques de otro edificio, que posiblemente sean los restos del cortijo del Galapagar en su ubicación antigua. Al ser propiedad privada, no se ha podido conocer hasta ahora su estructura interna, así como si es una estructura aislada o por el contrario es parte de un recinto fortificado mayor.

## Historia
La Torre de Galapagar era una torre perteneciente durante la Baja Edad Media al Concejo de Jaén. Se halla junto al camino arriba citado, por lo que servía para controlarlo, en un punto intermedio entre la ciudad de Jaén y la torre del Brujuelo. Se desconoce la cronología de la torre, aunque se presupone de origen bajomedieval cristiano.